# Мельова къща
Мельовата къща (на гръцки: Οικία Μέλλιου) е къща в град Лерин, Гърция, обявена за паметник на културата.

## Местоположение
Къщата е разположена във Вароша, на булевард „Елевтерия“ („Августинос Кандиотис“) № 56, на левия бряг на Сакулева, между Марковата и Пирзевата къща.

## История
Къщата е построена в началото на XX век от братя Мельос. Лазарос Мельос (1929 – 2014) е учител и писател.
Сградата е обявена за паметник на културата.

## Архитектура
Архитектурата на сградата е смес от местни традиции и класицизъм.